# Halo de 22°
Un halo de 22° es un fenómeno óptico atmosférico que aparece como un halo con un radio aparente de aproximadamente 22° alrededor del Sol o la Luna. Cuando se forma alrededor del Sol, se le conoce como halo solar,mientras que alrededor de la Luna es llamado anillo lunar, anillo de tormenta o halo de invierno. Este efecto se produce cuando la luz, ya sea solar o lunar, atraviesa millones de cristales de hielo con forma hexagonal que flotan en la atmósfera.

## Formación

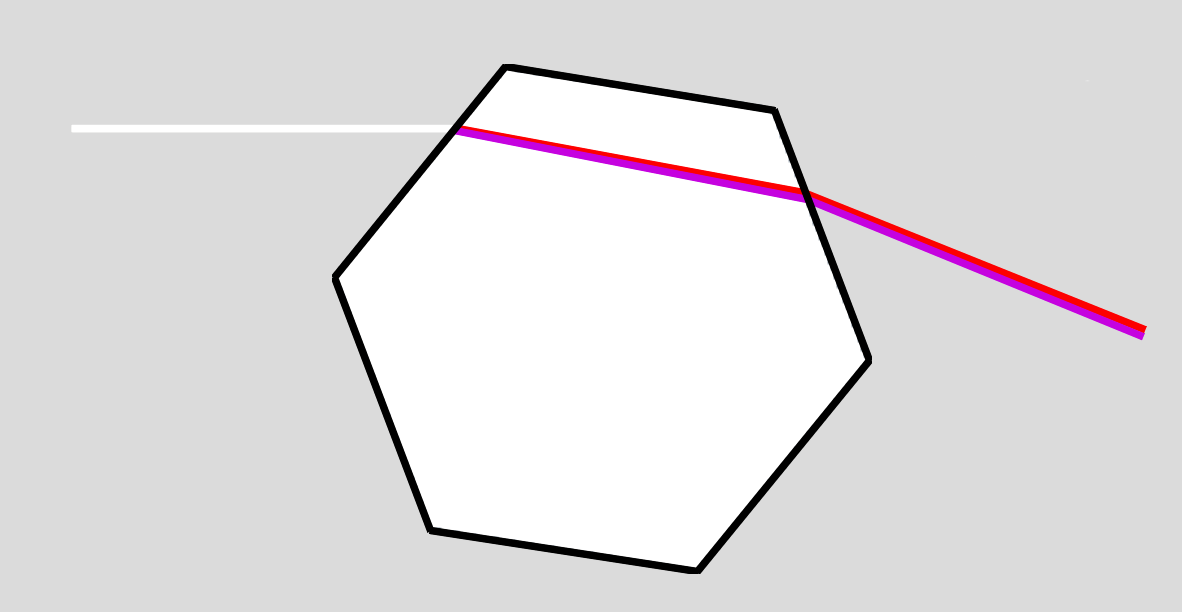
Trayectoria de la luz a través de un prisma hexagonal en el ángulo óptimo que resulta en una desviación mínima.

Trayectoria de la luz desde las nubes hasta el observador.

Aunque el halo de 22° es uno de los tipos de halo más frecuentes, la forma y orientación exactas de los cristales de hielo que lo generan siguen siendo objeto de discusión. Generalmente, se considera que se forman a partir de columnas hexagonales con orientación aleatoria, pero esta teoría enfrenta ciertos desafíos. Por ejemplo, debido a sus características aerodinámicas, estos cristales tienden a alinearse horizontalmente en lugar de dispersarse de manera completamente aleatoria. Otra posible explicación es que se formen a partir de grupos de cristales con forma de bala, cuyas configuraciones podrían generar un efecto similar.
Al atravesar el ángulo de 60° del vértice de los prismas hexagonales de hielo, la luz se desvía dos veces, lo que genera ángulos de desviación que oscilan entre 22° y 50°. Dado el ángulo de incidencia sobre el prisma hexagonal de hielo Øincidencia y el índice de refracción dentro del prisma 𝑛, entonces el ángulo de desviación Ødesviación puede derivarse de la ley de Snell:
{\displaystyle \theta _{\text{desviación}}=\theta _{\text{incidencia}}+\sin ^{-1}\left[n\sin \left({\frac {\pi }{3}}-\sin ^{-1}{\frac {\sin \theta _{\text{incidencia}}}{n}}\right)\right]-{\frac {\pi }{3}}.}
Para 𝑛 = 1.309, el ángulo de desviación mínima es de casi 22° (21.76°, cuando Øincidencia = 40.88°). Más específicamente, el ángulo de desviación mínima es de 21,84° en promedio (𝑛 = 1.31); 21.54° para luz roja (𝑛 = 1.306) y 22.37° para luz azul (𝑛 = 1.317). Esta variación de refracción dependiente de la longitud de onda hace que el borde interior del círculo sea rojizo mientras que el borde exterior sea azulado.
Aunque todos los cristales de hielo presentes en las nubes pueden desviar la luz de manera similar, solo aquellos situados a un ángulo específico de 22° con respecto al Sol o la Luna generan el halo visible para un observador en un punto determinado. Dado que los rayos de luz no se desvían en ángulos menores a 22°, el área dentro del halo suele aparecer más oscura.
Otra forma más intuitiva de comprender cómo se forma el halo de 22° es pensar en el proceso de la siguiente manera:
- Todos los rayos del Sol/Luna llegan de manera paralela hacia el observador.
- Podemos considerar un caso específico cuando la fuente está justo encima del cielo.
- Los cristales de agua hexagonales pueden adoptar cualquier orientación. Pero cualquier rotación más allá de 30° sería redundante al analizar los ángulos subtendidos por los rayos emergentes. Esto significa que para todos los rayos verticales entrantes, solo necesitamos considerar ángulos incidentes en el rango de 30° a 60° que incumben a un borde del cristal hexagonal; estos son los que llegarán al observador.
- Para el rango de ángulos de incidencia antes mencionado, podemos encontrar el ángulo del rayo saliente con respecto a la vertical, que de hecho es el ángulo subtendido en el ojo del observador.
- Los ángulos de los rayos salientes (en los gráficos de la derecha de la figura siguiente) se obtuvieron de la ecuación de la parte inferior. Para la mayoría de los ángulos de rotación, el promedio de los ángulos de los rayos salientes para el rojo ronda los 22° y es ligeramente más alto para el azul.

{\displaystyle \theta =\sin ^{-1}\left[n\sin \left({\frac {\pi }{3}}-\sin ^{-1}{\frac {\sin \left(\pi /3-\alpha \right)}{n}}\right)\right]-\alpha .}
Otro efecto que también forma un anillo alrededor del Sol o la Luna, y que a veces se confunde con el halo de 22°, es la corona. Sin embargo, a diferencia del halo, la corona se genera cuando la luz atraviesa pequeñas gotas de agua en lugar de cristales de hielo, lo que resulta en un anillo mucho más compacto y con colores más intensos.

## Relación con el clima

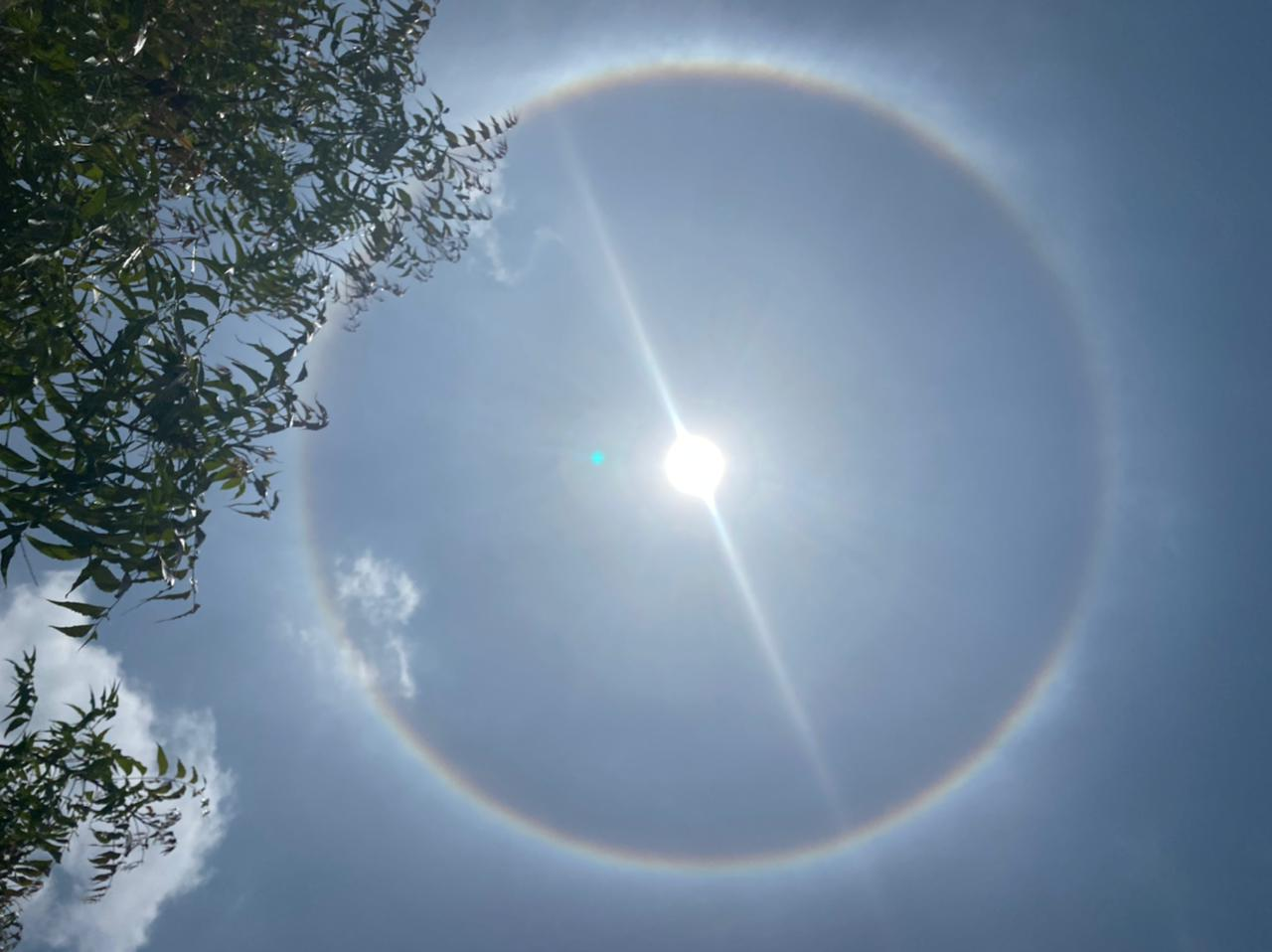
Halo solar de 22° con nubes cirroestratos muy delgadas.

En el folclore, se cree que los anillos lunares anuncian tormentas cercanas.Al igual que otros halos de hielo, los halos de 22° aparecen cuando finas nubes cirros o cirroestratos cubren el cielo, lo que a veces ocurre días antes de un frente de tormenta.Sin embargo, estas nubes también pueden formarse sin cambios climáticos, por lo que no siempre son una señal confiable de mal tiempo.

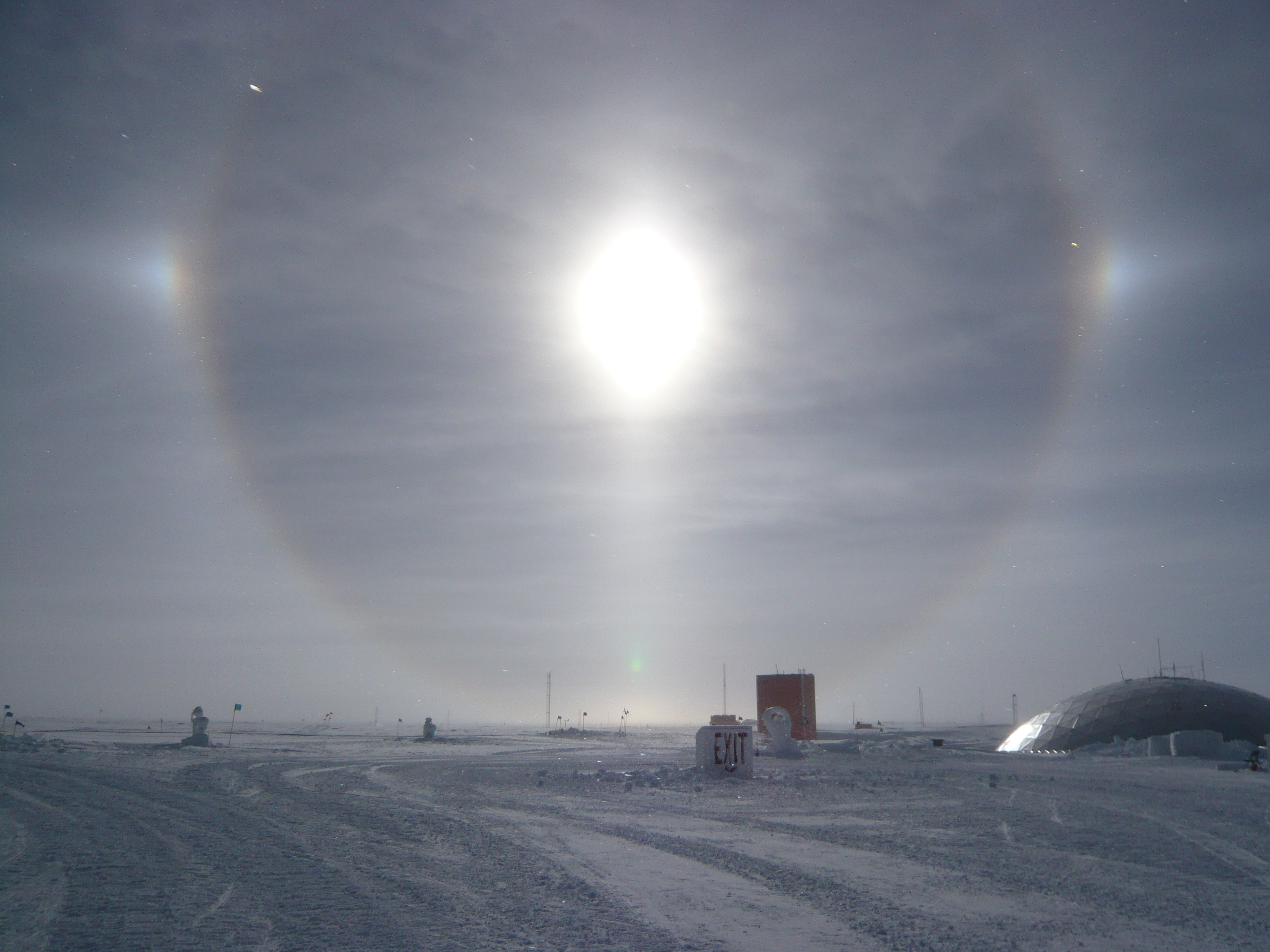
Halo solar de 22° con parhelios y arco tangente inferior.